# Пластова оселя «Сокіл»

Сокіл, 1926 р. Станиславівські пластуни поруч мешкальних куренів

Пластова оселя «Сокіл» — табір для пластунів із різних осередків Пласту, для налагодження системи табірництва.

## Передумови
Важко переоцінити важливість пластового табору для життя членів Пласту. Табір, у розумінні пластунів 20-их років минулого століття був «найвищою школою пластування». Саме таборування, як засіб виховання, постало самочинно, без втручання пластового проводу. Перші табори відбувалися ще до початку Першої світової війни, а після завершення Визвольних змагань 1918-20 рр. і віднови Пласту, вони отримали своє продовження. Уже в 1921 р. у гірських місцевостях Карпат — Підлютому, Осмолоді, Ворохті, Корчині, на г. Маківці проводяться одно — двотижневі табори. Організаторами перших сталих таборів були львівські і стрийські пластуни.
З розвитком таборування, Верховна Пластова Команда бере його під свій контроль і починає практично використовувати. Великою потребою був сталий інструкторський осередок — це питання було вирішено за допомогою скавтмайстра Івана Чмоли та 3-го куреня УСП «Лісові Чорти». Для цього придбано в митрополичих лісах коло Підлютого велику стаю в долині річки Кам'янець, на відлюдді. Завдяки добре організованій пропаганді зібралося близько 100 пластунів на табір. Впродовж короткого часу запущену стаю власними руками пластуни замінили на романтичний чистенький закуток серед природи. Присутні на святі піднесення прапора активні члени української громади (серед них о. Войнаровський) із великим зачудуванням милувалися справою рук пластунів.
Верховна Пластова Команда та отець Т. Войнаровський, захоплений гарними успіхами короткого побуту пластунів на Кам'янці, переконали Митрополита А. Шептицького подарувати для організації стаціонарного табору поляну під г. Сокіл.

## Праця над будовою табору. Сокіл в 1926— 1930 роках
Восени 1924 р. пластун, інженер Ю. П'ясецький виготовив мапу терену, на кінець зими 1925 р. він вже мав готові плани мешкальних куренів та інших необхідних споруд (усі у гуцульському стилі). План був на чотири будинки — 1. будинок для проводу табору, лікаря і кімнати хворих; 2. будинок для кухні і магазину; 3 і 4. мешкальні будинки — курені.
Навесні 1925 року (початок травня) почалася будова табору. Будівництво фундаментів під чотири таборові будинки забезпечила каменярська родина Кордасевичів (батько і два сини). Будівельні матеріали, необхідні для будівництва житлових приміщень, як і частину коштів, теж було отримано завдяки управі митрополичих дібр. Пластуни отримали дозвіл рубати стільки дерева, «скільки буде необхідно». Дерево для будівництва розпилювалося на тартаку Глезінгера у Брошневі.
Над будівництвом табору працювали львівські пластуни, 10 пластунів із Яворова під проводом І.Чмоли та близько десятка пластунів зі Стрия. На поляні, руками переважно самих пластунів збудовано чотири «блокгавзи» — курені, велику світлицю, допоміжні приміщення, підготовано землю під спортивний майданчик. Будинки збудовано на кам'яних фундаментах; їх стіни були споруджені з лісу — кругляку; шпари між кругляком було щільно закрито мохом. Дах будинків був з дерев'яного гонту.
У кожному мешкальному курені були подвійні причі (нари) — горішні і долішні, на яких приміщувалися таборовики. Верхні причі таборовики називали «бантами». Кожен таборовик повинен був привезти з собою простирадло і коц, а також заповнити свій порожній сінник (матрац) соломою.
Перший пластовий табір відбувся на Соколі 8 — 30 липня 1926 р. під проводом коменданта скавтмайстра І. Чмоли. Цей табір мав за завдання завершити будівництво куренів, вирівняти площу спортового майданчика, поставити щоглу для прапора, побудувати таборову браму при підніжжі таборової посілості, вартову будку, таборову «лятрину». Цілий день таборовиків проходив у важкій праці. Вирівнювання площі тривало 4 години щодня. Будова куренів і нівеляція площі були завершені в 1926 р. В липні 1928 р. на Соколі посаджено «Алею імені Івана Чмоли».
Пластовий табір на Соколі було посвячено в липні 1926 р. З цієї нагоди тут проведено третю (і останню до заборони Пласту) обласну зустріч. Роком пізніше — у 1927 р. на Соколі відбулася міжтаборова зустріч, у часі якої відвідав табір його фундатор митрополит А. Шептицький. Пізніше пластуни мали змогу вітати його на оселі в серпні 1930 р.
Вхід на гору «Сокіл» до табору пнувся вгору вузькою кам'янистою стежкою, що її викули пластуни в скелі, так що була вона «досить томлячою». На долині під горою збудовано будку для стійки в час непогоди — тож комунікація між стійкою на долині гори і командою на горі не була легкою, дуже повільною. Через це таборовики придумали провести телефонну лінію від будки стійкового лісом — горою до команди табору.
З часу посвяти табору на Соколі відбувалося щорічно від двох до чотирьох таборів, тривалість 3-4 тижні кожний. Табори проводилися на переміну: чоловічий / жіночий. Булава дівочих таборів часто влаштовувала свою «адміністрацію» на горищі першого куреня.
Таборовики кожної неділі ходили на Богослужбу до Камінки, а інколи після Служби Божої відвідували літню резиденцію Митрополита А. Шептицького в Підлютому. Як згадує учасниця табору на Соколі Оксана Лемеха — Луцька про Шептицького: «Він, сидячи на рундуці своєї садиби, привітно усміхався до всіх, обдаровував нас смачними рум'яними яблуками, а табір харчами, як справжній святий Миколай».
На Соколі до заборони Пласту польською владою було проведено 11 таборів юнацтва, звідси пластуни вирушали на Джемборі до Лондону (Ю. Старосольський, Г. Коропецький — липень 1928 р.), через «зелений кордон» на Закарпаття; тут приймали в гості німецьких скавтів (серпень 1928 р.). Після заборони Пласту 21 вересня 1930 р. на Соколі відбувалися виховні табори до 1939 р. — під проводом Верховної Пластової Команди, згодом — Пластового Центру, а пізніше «Комісії Виховних Осель і Мандрівок Молоді».
Через таборування на Соколі в 1926 — 39 рр. пройшли десятки пластунів і пластунок; кожен з них зберіг у пам'яті неповторний чар пластування серед верхів Карпат і неспокійної Лімниці. Один з них, Р. Риф'як, згадував: «Пластовий табір на Соколі був найкращою школою життя. Можна сміло прирівняти цей табір до колишньої Запоріжської Січі в мініатюрі».

## Збудуємо «Новий Сокіл»
Із більшовицькою окупацією 1939 р., а згодом із завершенням Другої світової війни в 1945 р., для багатьох членів довоєнного Пласту, подальше життя і діяльність були можливі тільки на еміграції. Багато з них приклалися до творення крайових пластових організацій у нових країнах поселення, але так і не змогли позбутися туги за рідним Соколом аж до кінця свого життя.
Одним із тих, кому Пласт був дорогий, і хто розумів значення виховання на таборах Соколу для української молоді в діаспорі, був Верховний Отаман Пласту Северин Левицький. Саме він із ініціативною групою пластунів, що проживали в місті Боффало (США) у квітні 1951 р. закупив дику, запущену ферму (біля Норт Колінс за 25 миль від Боффало) — без питної води, без жодних забудувань, без освітлення доріг. Цю оселю назвали «Новий Сокіл». Її посвячення відбулося 18-19 серпня 1951 року, тобто через 25 літ від посвячення оселі «Сокіл» біля Підлютого.
На цій оселі таборували пластуни з Клівленду, Рочестеру, Сиракюз, Ютики, Льорейн-Акрон, Кентон, Йонґставн, Баффало, Нью-Йорку, Нью-Джерзі, Вашингтону, Філадельфії, Чикаго, Дітройту, Денверу, Каліфорнії та сусідньої Канади.
«Новий Сокіл» — це перша пластова оселя, яка постала на терені США, стала гордістю у розвитку життя пластового руху в діяспорі і яка дала почин до дальшого придбання набуття інших пластових осель.

## Відродження «Соколу» в Україні
Зі зміною політичної ситуації в СРСР наприкінці 80-их років минулого століття, в Україні, як і в інших союзних республіках, отримали можливість проводити свою діяльність різноманітні громадські організації. Однією з них став Пласт, який в короткому часі отримав велике поширення в містах і селах Західної України та значну популярність серед молоді. З відновленням діяльності Пласту появилася змога відновити пластовий табір на Соколі. Впродовж 1990 — 2006 рр. тривало кілька різноманітних періодів у житті відновленого Сокола. Один з найдовших по часу (із 1992 по 2002 р.) пов'язаний з діяльністю голови Управи Сокола пл. сен. В. Окуневського.
В 1990 р. пластуни повернулися на Сокіл. Влітку тут проведено перший пластовий табір (МПГ Миколаївка), було відновлено Лицарський Хрест. У липні 1991 р. на Соколі проведено Установчий курінний табір куреня «Целібат Мурлики». Проведено заприсяження його учасників за участю таборовиків перших таборів 20-их років: В. Мурського (Мурмурандо), Ю. Воробкевича (Дзіргач), С. Коржинського (Коржик); започатковано нову традицію — смолоскипні походи до Митрополичих Палат. Із цього часу на Соколі відновлено проведення пластових таборів та різноманітних вишколів і семінарів.
Важливим у відбудові «Сокола» був 1992 р. В березні цього року земельну ділянку на якій колись був табір надано у користування Пласту; трьома місяцями пізніше КПС України підтримала ініціативу пластунів 20-их років про відновлення табору на Соколі, для цього створено оргкомітет, який очолив Л. Довбуш. З проханням сприяння відбудові Сокола, до органів влади звернувся Митрополит В. Стернюк.
Над відбудовою табору активно працював пл. сен. Віталій Окуневський, йому частково вдалося втілити у життя мрію пластуна 20-их років Юліана Воробкевича щодо відбудови зруйнованого більшовиками табору. Окремі будівлі табору відновлено (розташування житлових приміщень) на основі креслень Ю. Воробкевича та його асистента пл. сен. Л. Довбуша у такому вигляді, як це було до першого приходу більшовиків.
Нововведенням у комплексі табору стала капличка Святого Юрія, ініціатором побудови якої став Віталій Окуневський. З його ж ініціативи було встановлено і пам'ятний хрест на символічній могилі пластунів, що впали у боротьбі за волю України. Посвячення каплички і пам'ятного хреста відбулося 24 серпня 1993 року, у другу річницю проголошення Української Держави. Активно допомагали у відбудові таборового комплексу Василь Щекун, Богдан Олексій та десятки інших пластунів, як з куреня «Целібат Мурлики», так і з інших пластових куренів та станиць України.
У листопаді 1993 р. відбувся ІІІ Крайовий Пластовий З'їзд України. На ньому було ухвалено резолюцію, яка стосувалася відбудови Соколу. З'їзд враховуючи виховне значення безпосередньої участі молоді у відбудові пластового табору на Соколі постановив: провести відбудову табору за аналогією зі його первісним виглядом; залучати до відбудови Соколу якомога більше членів Пласту; збирати кошти, але виключно для оплати матеріалів та робіт, які потребують високої кваліфікації. З цього часу, питання Соколу стало невід'ємним питанням резолюцій КПЗ України (від Третього до Дев'ятого).
У січні 1994 р. КПС України надало табору статус і назву "Пластовий табір-музей «Сокіл», створено Адміністрацію на чолі з В. Окуневським. У лютому 1994 р. Глава УГКЦ кардинал Мирослав — Іван Любачівський благословив відновлення діяльності пластунського табору «Сокіл». Цього ж року здійснено ще кілька кроків, які б мали би суттєво вплинути на відновлення табору. Зокрема, розпочато виготовлення проєкту і складено кошторис робіт, на 12-их Зборах КУПО проведено акцію пропаганди Сокола і створено Фонд Сокола; КПС України створила пластове Колективне молодіжне підприємство «Сокіл». Кількома місяцями пізніше Статут КМП «Сокіл» було зареєстровано в Рожнятівській районній раді. Також, лісокомбінат «Осмолода» виділив земельну ділянку Соколу в користування Пласту на умовах оренди.
Значно просунувся процес будівництва в 1995 р. — розпочато будови першого мешкального куреня (зведено фундамент) і кухні, споруджено водозабір і водогін, пивницю-фундамент під командний курінь, міст на в'їзді у табір, дренаж і під їздну дорогу. Було завершено будівництво куреня Управи і Варти, комори. Пластова оселя придбала електрогенератор і вантажний автомобіль. Окрім цього, проведено розкопки фундаментів мешкальних куренів та кухні, споруджених у 1926 р.
У 1996 р. проводилися лісозаготівельні роботи. Завдяки цьому споруджено літню кухню, лятрини, літні мешкальні курені на 48 осіб. Наступний 1997 рік був роком нарощування темпів у відбудові оселі. На початку року КПС України затвердила Програму відродження Сокола «1993-2000 рр.». У червні місяці Пласт отримав Державний Акт на довічне користування землею Сокола; пластова оселя була електрифікована; завершено спорудження куреня ім. Северина і Оксани Левицьких. Кульмінаційним моментом цього року став Ювілейний Збір до 85-ліття Пластової Присяги, у ньому взяли участь понад 1000 учасників.
На Зборі проведено інавгурацію Начального Пластуна Л. Романківа, СМ; відкрито Пам'ятний Знак «Не зломимо своїх присяг». Архиєрейське богослужіння і посвячення табору провів кардинал Л. Гузар. ГПБ за значний вклад у відбудову Сокола нагородила Б. Олексія, ЦМ та В. Окуневського, ЦМ орденом Св. Юрія в сріблі.
В 1998 р. до мешкального куреня було проведено опалення, що зробило його придатним до використання в осінню та зимову пору; проте були й перші втрати — падаючі від негоди дерева пошкодили дах мешкального куреня.
Впродовж 1990 — 2006 рр. Сокіл відвідали канадські, норвезькі та польські скавти. Тут гостювали пластуни з Австралії, Канади, США, Польщі. На оселі традиційно відбувалися заходи куреня «Целібат Мурлик» — Мурликіади, Свята Весни — «Юр на Соколі», всеукраїнські табори «Гайда до Пласту», курінні, станичні та крайові табори УПЮ і УПН (більше 50); проводилися наради Управи Соколу та різноманітні зустрічі КПС і ГПБ.
В 2000 — 02 рр. було розроблено проєктну документацію та одержано державний дозвіл на проведення будівельних робіт на Соколі. З огляду на це, прокладено електрокабель, водогін і каналізацію до мешкального куреня, здійснено реконструкцію опалення та кімнати 2-го поверху в курені Управи / Варти, змонтовано пилораму, замінено купол на церковці, облицьовано під «рваний камінь» фундамент 1-го мешкального куреня, облицьовано ватран та потиньковано кімнату збірок.
З огляду на ряд обставин КПР України 14.02.2002 р. припинила діяльність Управи Соколу, все майно і справи Сокола в жовтні 2002 р. передано під відповідальність КПС України. Почався новий етап в історії оселі.
Крайові Пластові З'їзди України регулярно цікавилися станом справ на Соколі. Так, IV і V З'їзди стверджували необхідність відбудови Сокола; VII доручав КПР розробити проєкт функціонування оселі; VIII — доручав створити наглядову раду ТМ «Сокіл» із залученням фахівців за няпрямками, що необхідні для розбудови табору; IX — вважав пріоритетом відбудову табору-музею «Сокіл», як пластової оселі, із метою забезпечення потреб Пласту при проведенні літніх таборів, вишколів, семінарів тощо. Для цього доручалося КПРаді прийняти Статут Благодійної організації «Сокіл» та зареєструвати його в Івано-Франківському облуправлінні юстиції, із метою ефективного управління будівельними роботами та фінансами, здійснити довідвід землі для Пласту-НСОУ.
На світовому рівні — Зборах КУПО, засіданнях ГПБ і ГПР, Великих Радах УПС неодноразово піднімалися питання подальшого розвитку і становлення оселі на Соколі. Так, XV-а Велика Рада УПС вітала «Сокіл» із його 75-літтям і закликала сеніорів вкласти «дощинку» у його збереження; XVI-та Велика Рада УПС пропонувала пластунам сеніорам в усіх краях підтримати майбутню Благодійну Установу «Сокіл», щоб так причинитися до відродження історичної колиски Українського Пласту, якою є табір «Сокіл» у Карпатах. 15-ті Збори КУПО стверджували, що пластова оселя «Сокіл» — це спільна історична цінність цілого Пласту. На цих Зборах доручено ГПБ щорічно затверджувати і опубліковувати детальний фінансовий звіт про стан розбудови, утримання і використовування пластової оселі «Сокіл» у виданні «Пластові Вісті»; стверджено, що табір — музей «Сокіл» повинен бути відбудований протягом трьох наступних років.
Для забезпечення своєї відбудови табір/музей «Сокіл» має окремий рахунок і адміністратора Фонду. По закритті Фонду УПН ім. пл. сен. Т. Самотулки, всі його кошти передано на Фонд розбудови «Сокола».
Активним ініціатором відбудови табору є пл. сен. Орест Гаврилюк. Він докладає багато енергії, часу і праці для того щоб «Сокіл» став історичною пам'яткою Пласту. Сама відбудова почалася при допомозі фінансів, які він збирає від жертводавців.
«Сокіл» був предметом докладного обговорення на всіх пленарних сходинах ГПБ. 22 травня 2004 р., ГПБ на внесення КПРади України видала ряд постанов у справі дальшої розбудови табору — музею «Сокіл», зокрема про його Управу. Цей орган є неформальним об'єднання дійсних членів Пласту та Пластсприяту, його створюється спільно Головною Пластовою Булавою та Крайовою Пластовою Радою України.

## Сьогодення

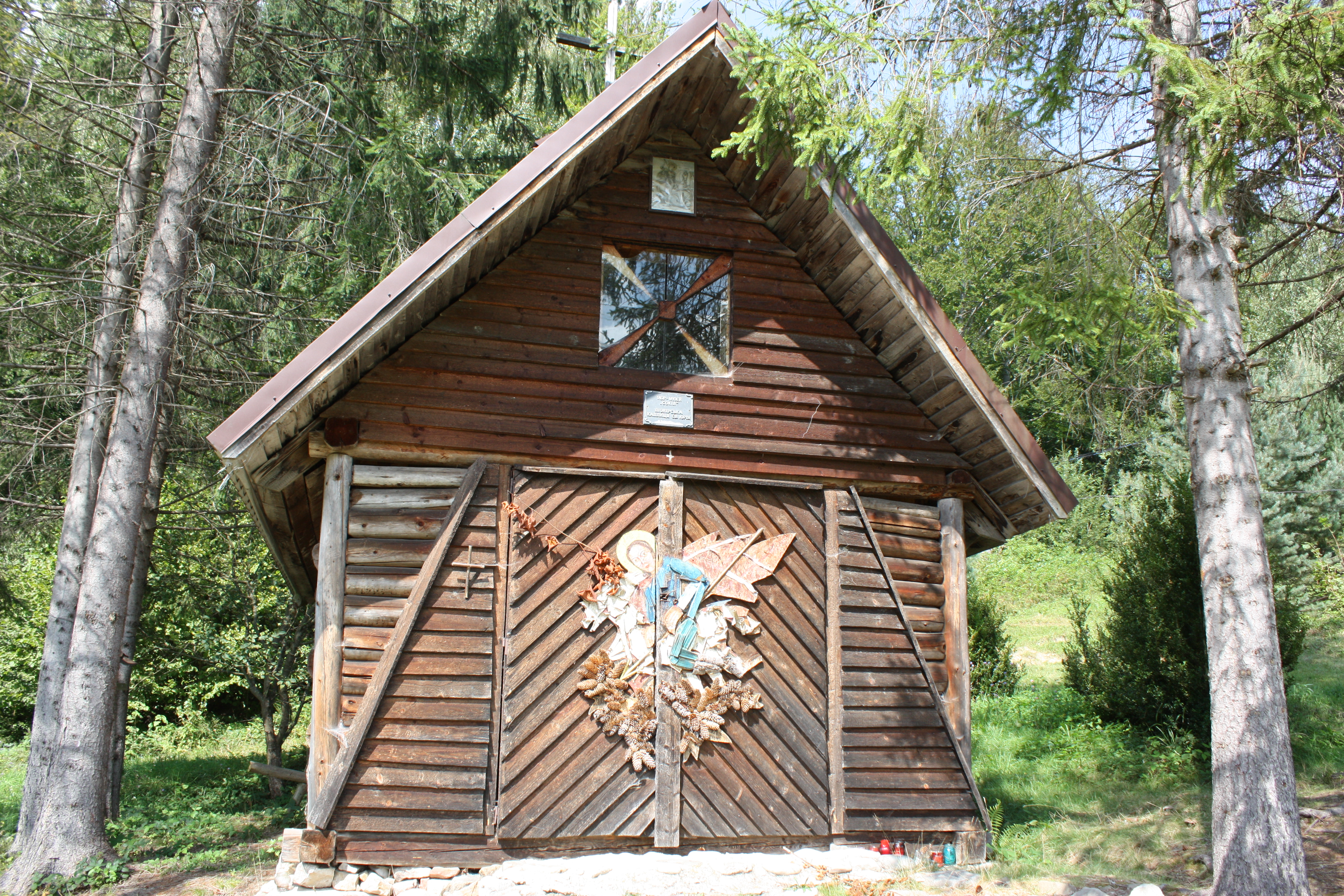
Капличка св. Юрія, 2024 р.

На території Пластової оселі «Сокіл» часто проводять новацькі табори.
Також єдиний табір для УСП/УПС МВТ «Життя в Пласті».